# Cinemateca Portuguesa
Die Cinemateca Portuguesa – Museu do Cinema, kurz Cinemateca, ist das staatliche Filmmuseum und  Filminstitut des Portugiesischen Films mit Sitz in Lissabon.

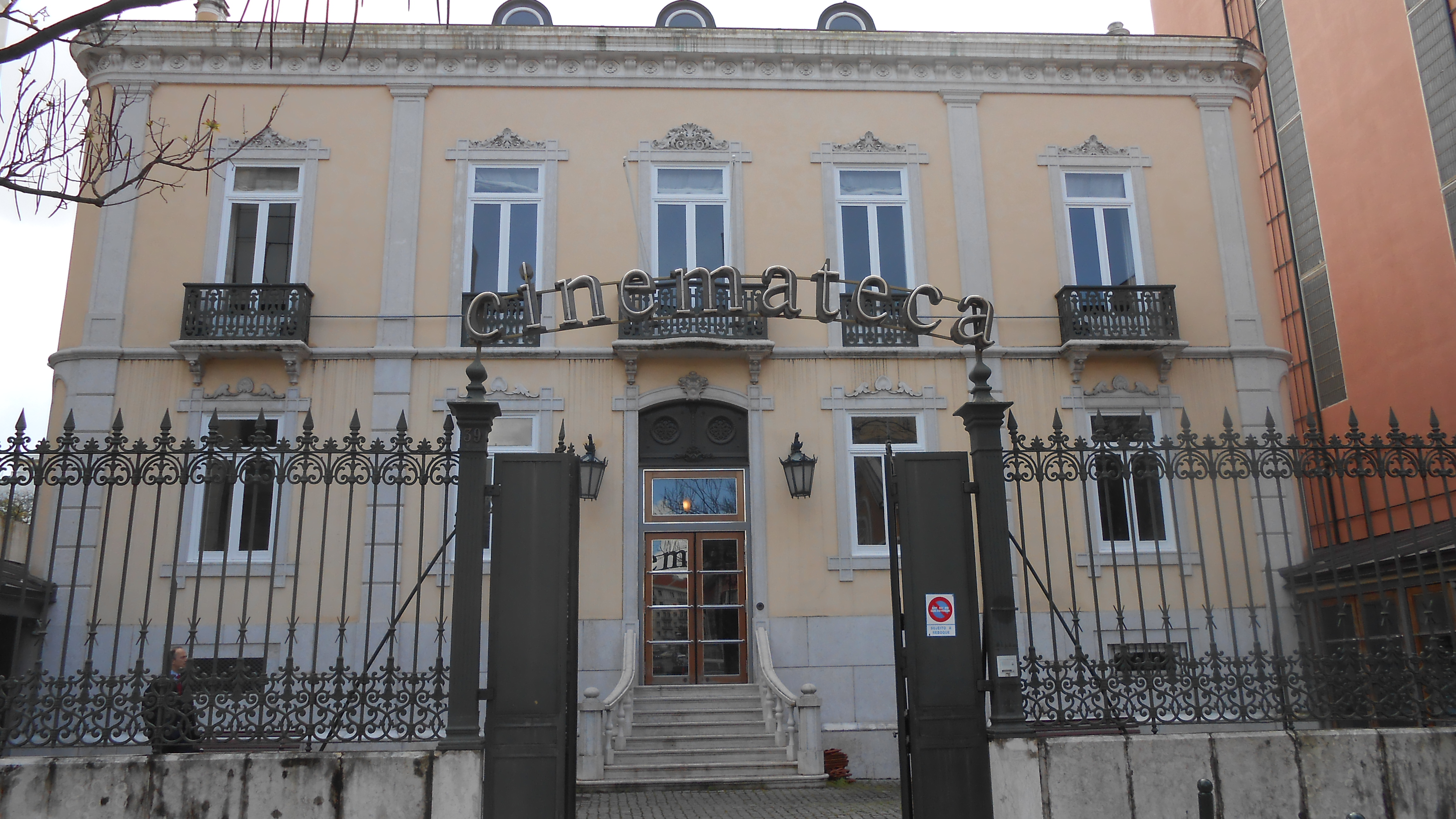
Die Cinemateca Portuguesa in Lissabon

## Geschichte
Die Cinemateca wurde 1948 mit dem  Gesetz Nr. 2027, innerhalb des staatlichen „Secretariado Nacional de Informação“ SNI, des „Sekretariats für Information“ (das bis 1945 „Secretariado de Propaganda Nacional“, „Sekretariat für Propaganda“ hieß). gegründet. Grundlage war der zur Dokumentation gesammelte Filmbestand im Sekretariat für Propaganda des autoritären Estado-Novo-Regimes von António de Oliveira Salazar. Ihr Leiter, der filminteressierte António Ferro, war früh bemüht, die Macht des bewegten Bildes für das Regime zu nutzen, und setzte sich daher für die Schaffung von Institutionen zur Filmförderung und zur Verbreitung des Kinos ein.

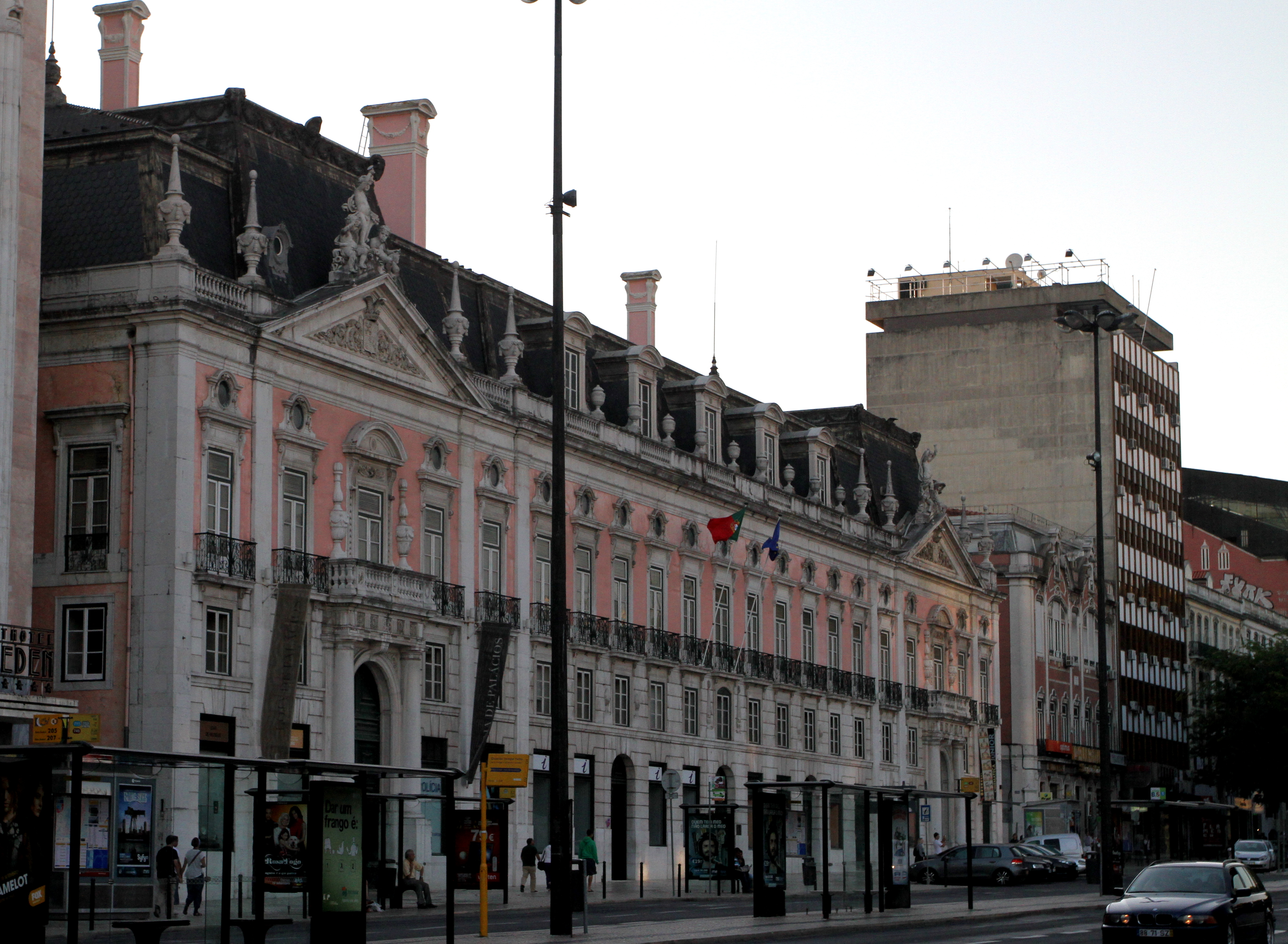
Der Palácio Foz in Lissabon

Im Jahr 1954 baute man ein modernes neuen Archiv. Zwei Jahre später  wurde die Cinemateca in die Fédération Internationale des Archives du Filmaufgenommen. 1958 eröffnete man die Bibliothek und begann mit öffentlichen Veranstaltungen im Palácio Foz an der Avenida da Liberdade im Zentrum Lissabons. Mit Gesetz Nr. 7/71 wurde 1971 das IPC – Instituto Português de Cinema geschaffen (heute Instituto do Cinema e do Audiovisual) und die Cinemateca darin eingegliedert. Ein Großteil der Cinemateca (vor allem Verwaltung) zog in die Rua de S. Pedro de Alcântara, die Schatzräume und die Veranstaltungssäle verblieben im Palácio Foz.
Nach der Nelkenrevolution und dem Ende der Diktatur in Portugal im Jahr 1974 verstärkten sich die Aktivitäten der Cinemateca mit ihrer Demokratisierung und Verbreiterung des Aufgabenfeldes.

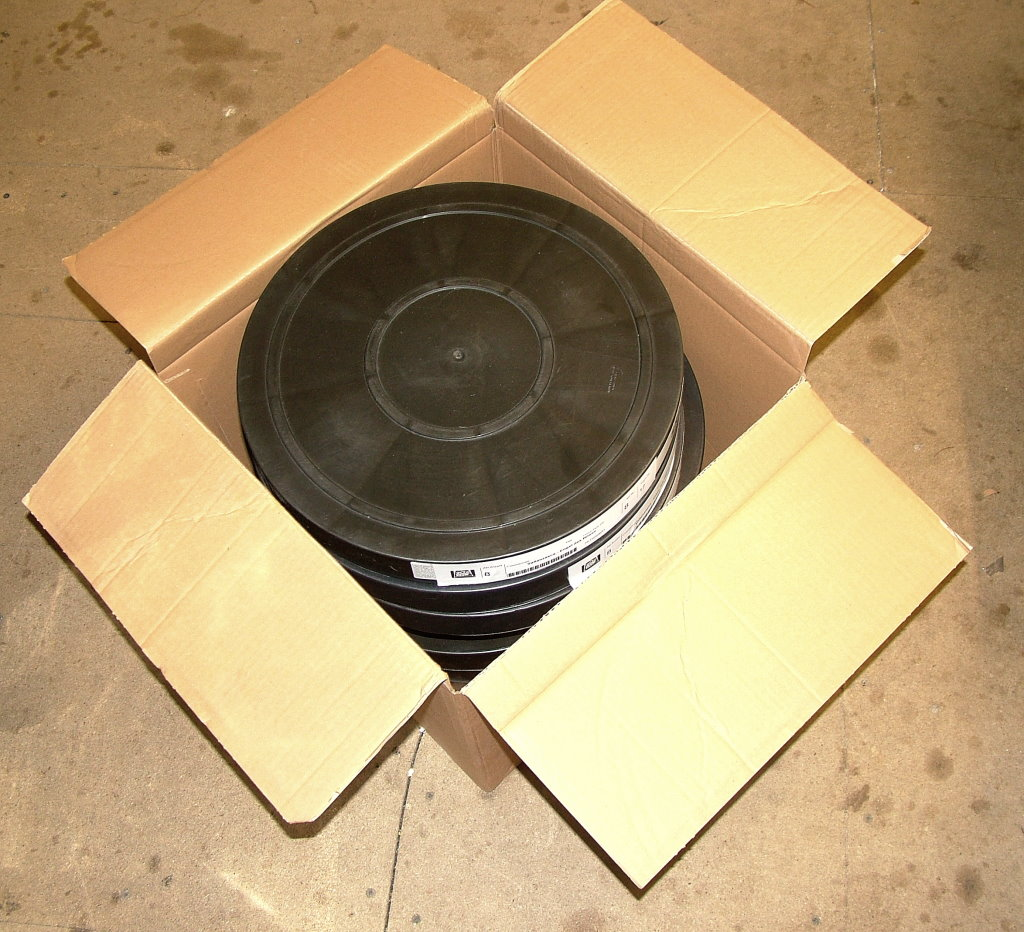
Film-Transportkarton

 Mit dem Gesetz Nr. 59/80 erfolgte die Umbenennung in Cinemateca Portuguesa und eine Umstrukturierung. Mit der Verordnung Nr. 33/80 wurde auch die Finanzierung der Cinemateca festgeschrieben. Die Kinemathek verblieb unter dem Dach des Kulturministeriums, erhielt aber den Status einer eigenen Rechtsperson, mit eigenständiger Verwaltung, unabhängiger Finanzierungsstruktur und eigenem Besitz. man erwarb das Gebäude in der Rua Barata Salgueiro, wo sie bis heute ihren Sitz hat. Im Sommer desselben Jahres begann man mit täglichen Filmvorführungen auf, die mit der jeweiligen Veröffentlichung eines historischen Originaltextes zum gezeigten Film begleitet werden. Das IPC und das staatliche Fernsehen RTP setzten eine Arbeitsgruppe unter Beteiligung der Cinemateca ein, um ein nationales Archiv für bewegte Bilder zu gründen.
Im Januar 1981 zog die Cinemateca in das neue Gebäude. Am 23. April entzündete sich eine Filmrolle und den Kinosaal brannte ab.
Im Jahr 1996 eröffnete das ausgelagerten und stark erweiterte Technologie- und Filmkonservierungszentrum ANIM der Cinemateca, in einem neugebauten Gebäudekomplex außerhalb der Stadt. Mit Gesetz Nr. 165/97 vom 28. Juni 1997 wurde der heutige Status und die Ausrichtung der Cinemateca Portuguesa-Museu do Cinema festgeschrieben. Innerhalb ihres MEDIA-Programms schuf die EU das Projekt ARCHIMEDIA zur qualifizierten Aus- und Weiterbildung durch Kinematheken, Kopierwerken und Universitäten. Die Cinemateca ist von Beginn an in ARCHIMEDIA integriert.

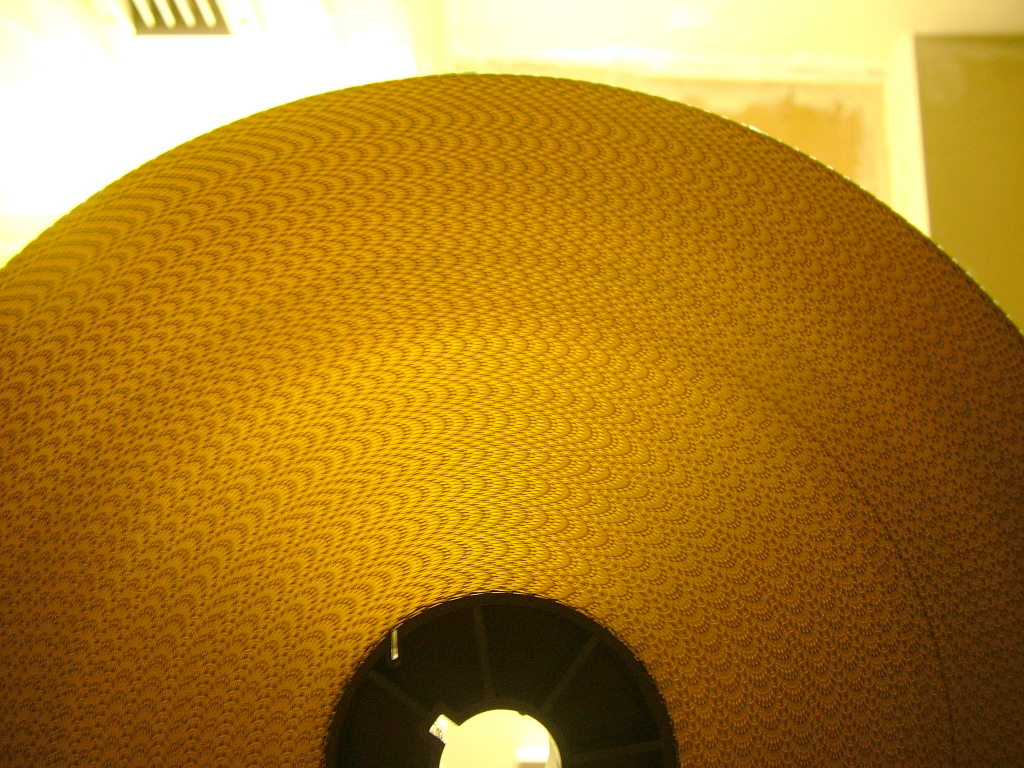
Polyester-Filmrolle

Nach umfangreichen Renovierungs- und Erweiterungsarbeiten, die von Alberto Casto Nunes und António Maria Braga entworfen wurden, wurde die Cinemateca 2003 wiedereröffnet. Das Haupthaus besitzt nun zwei Kinosäle, größere Räume für Bibliothek und Fotoarchiv und neugeschaffene Museumsräume, dazu kam die Einrichtung von Gastronomie und eines Museumsladens (Livraria). Im Jahr 2007 eröffnete die Cinemateca Júnior im Palácio Foz für den Kinder-  und Jugendfilm. Drei Jahre später wurden fünf neue Sicherheitsräumen für Filmarchiv und Sicherungskopien (Acetate und Polyester) eröffnet.

### Direktion
- 1948–1982: Manuel Félix Ribeiro
- 1982–1991: Luís de Pina
- 1991–2009: João Bénard da Costa
- 2010–2014: Maria João Seixas
- seit 2014: José Manuel Costa

## Aktivitäten

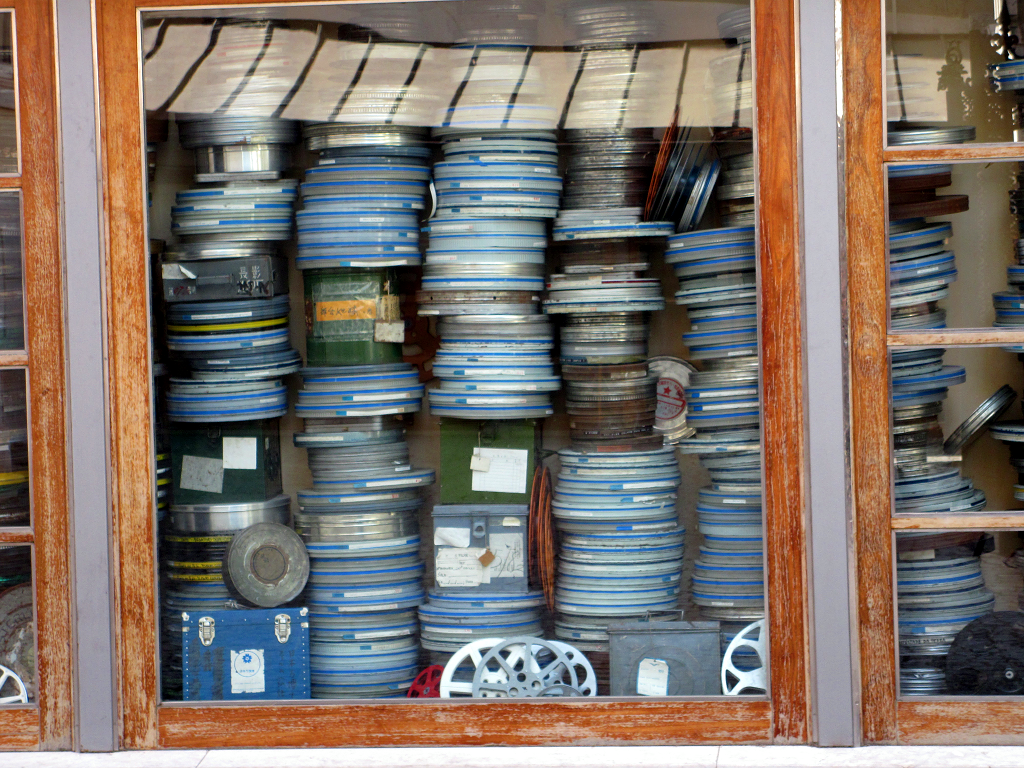
Alte Filmdosen in der Cinemateca

Das Kulturministerium hat die Aufgaben der Cinemateca festgeschrieben und kontrolliert deren Erfüllung anhand eines jährlich erhobenen Status. Die Aufgaben sind im Einzelnen:
1. Die Kenntnisse über die Filmgeschichte in der Öffentlichkeit verbreiten, mit Hilfe von Filmvorführungen, Ausstellungen, Veröffentlichungen, und einer öffentlichen Bibliothek zum Thema Film.
2. Den archivierten Filmbestand erhalten und erweitern, sowohl qualitativ als auch quantitativ, einschließlich Forschung und Restauration. Fortlaufende Registrierung, Katalogisierung und Indexierung, sowohl des Filmbestandes als auch der Ausstellungsstücke und der Bestände an unbewegten Bildern (Fotos, Plakate).
3. Struktur, Finanzierung und Zielsetzung einer zukünftigen Casa do Cinema do Porto („Haus des Kinos in Porto“) erarbeiten und ihre Einrichtung anschließend durchführen.
4. Eine auskömmliche Haushaltsführung sicherstellen.

Mit dieser Maßgabe veranstaltet die Cinemateca Werkschauen und Ausstellungen, führt eine öffentliche Bibliothek, unterhält wissenschaftliche Forschungsprojekte und veröffentlicht thematische Literatur. Sie fördert mit den Aktivitäten der an Kinder und Jugendliche gerichteten Cinemateca Júnior im Palácio Foz die Allgemeinbildung, die Filmkenntnisse und ein zukünftiges Publikum. In ihrem ausgelagerten technischen Komplex ANIM – Arquivo Nacional de Imagens em Movimento werden alle Arbeitsschritte von Sichtung über Bearbeitungen und Restauration bis Sicherungsüberspielungen und Lagerung vorgenommen. In der Cinemateca gibt es, zu Kartenpreisen unterhalb der marktüblichen Eintrittspreise, tägliche Filmvorführungen in zwei Sälen („Sala Dr. Félix Ribeiro” mit 227 Plätzen und “Sala Luís de Pina“ mit 47 Plätzen), einem kleinen Vorführraum mit wechselnder, fortlaufender Gratis-Filmvorführung, und Freiluftvorstellungen im Sommer auf der Terrasse des Hauses. Zu allen Vorstellungen gibt es Begleittexte.

## Finanzierung
Die staatliche Filmförderung ICA erhält die Einnahmen aus einer Abgabe auf Kinokarten und bestreitet daraus ihren Haushalt. Seit der Verabschiedung der Verordnung Nr. 33/80 von 1980 gehen 20 % dieser Einnahmen an die Cinemateca. In den 1990er Jahren wurde mit der Zulassung von Privatfernsehen die Finanzierung des ICA neu geordnet, eine zusätzliche Steuer von 4 % auf Fernseh-Werbeeinnahmen wurde zu Gunsten des ICA erhoben. Die Cinemateca war davon nur indirekt betroffen, doch neue Pläne der Regierung sehen nun eine Verbreiterung der ICA-Finanzierung vor, in dessen Rahmen sich auch die Finanzierung der Cinemateca ändert. So sollen vom Steuersatz von 4 % noch 3,2 % an das ICA und 0,8 % neu an die Cinemateca gehen.
Neben dieser Hauptfinanzierungsquelle werden ihre Einnahmen ergänzt durch einen Förderverein und Erlöse aus dem Verkauf der Eintrittskarten, der Gastronomie und des Museumsladens.
2010 betrug der offizielle Etat der Cinemateca 3.980.000 Euro.

## Galerie

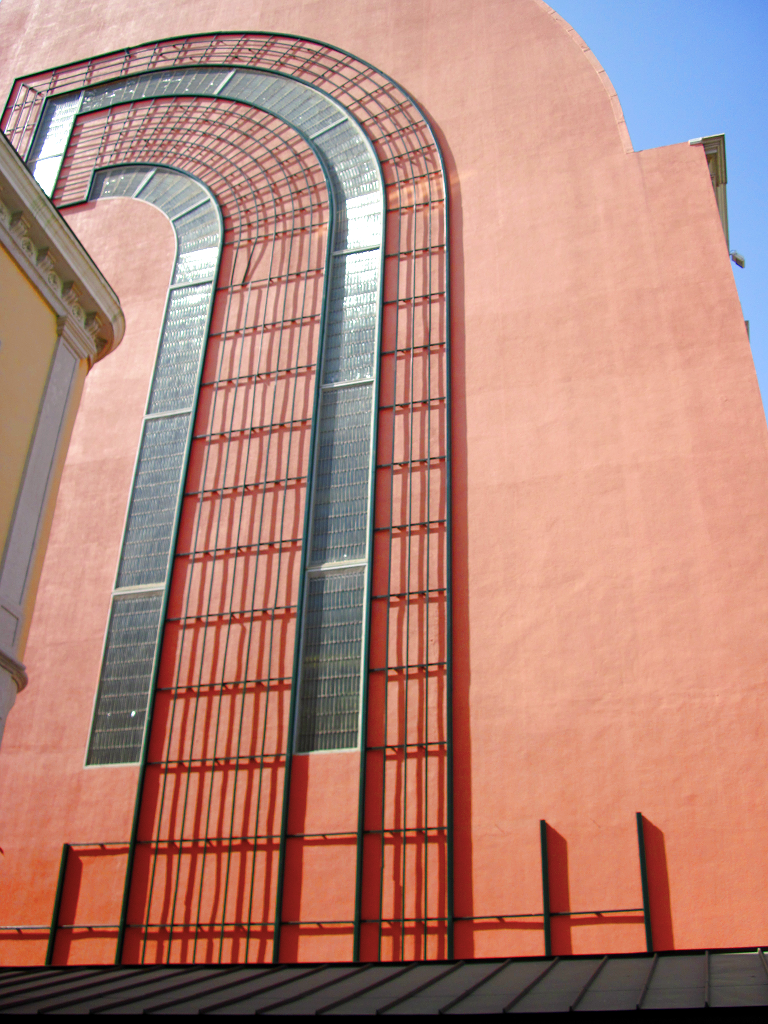
Teilansicht der Fassade der Cinemateca
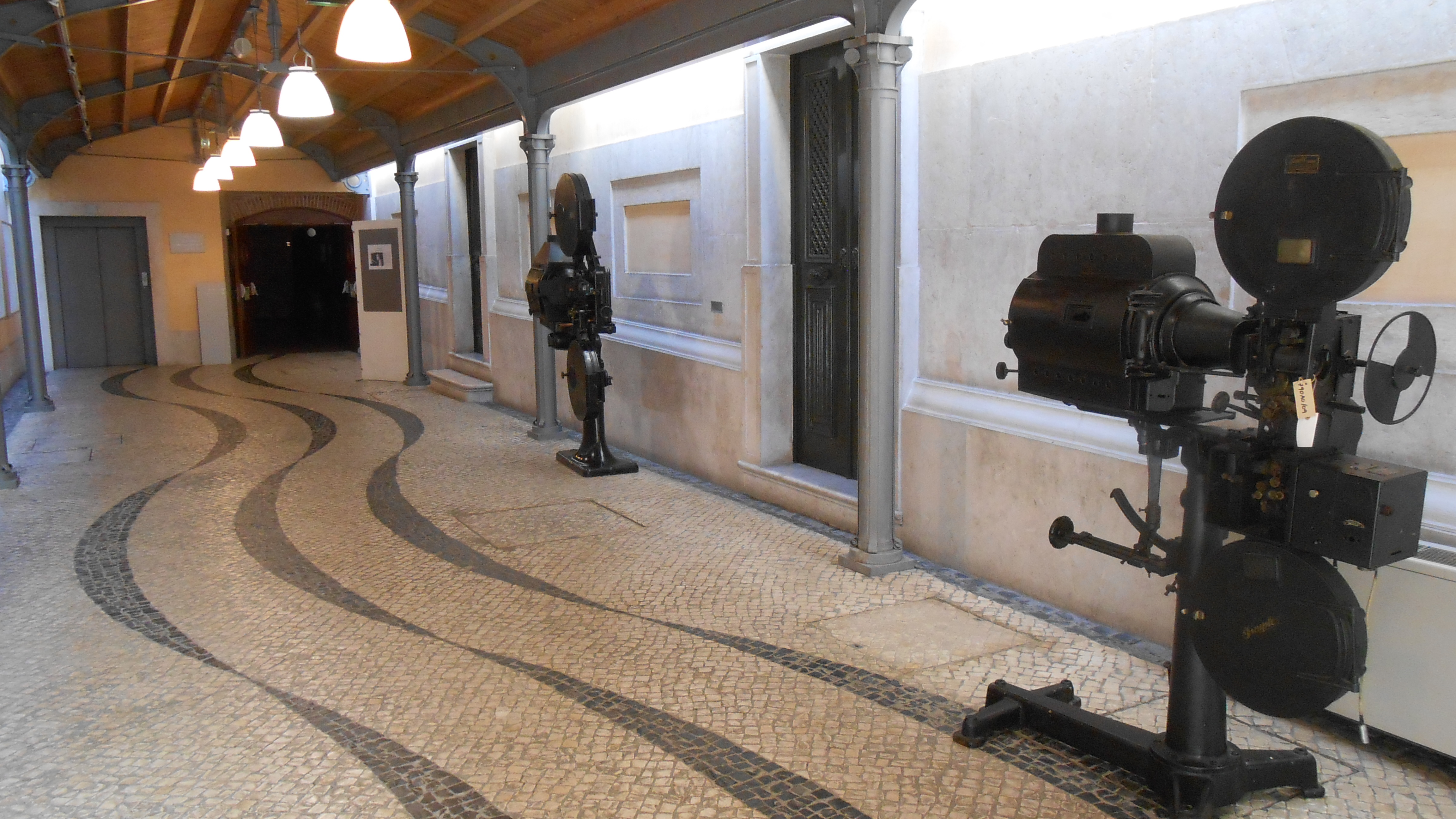
Im Eingangsbereich der Cinemateca
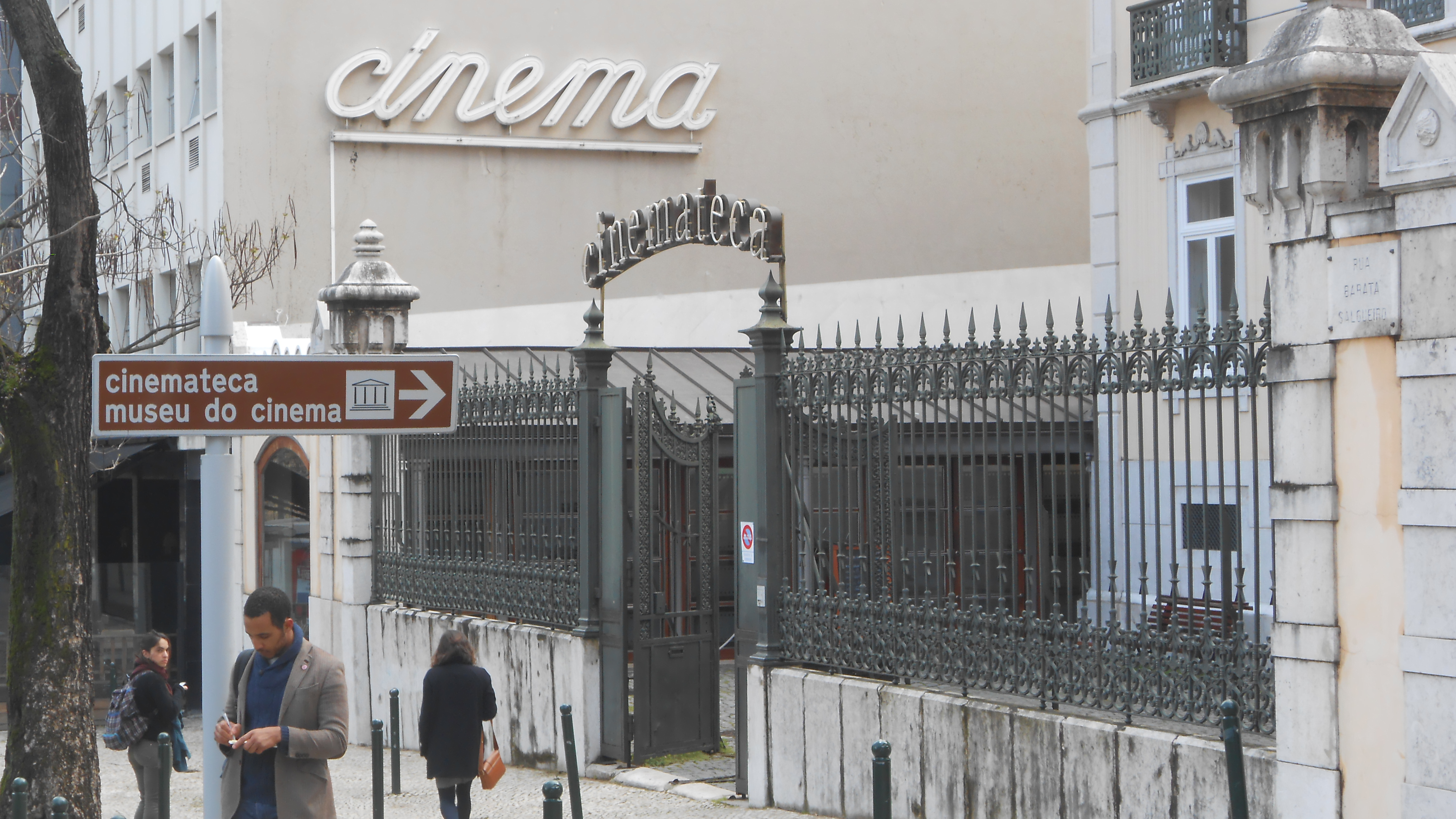
Die Cinemateca in der Rua Barata Salgueiro
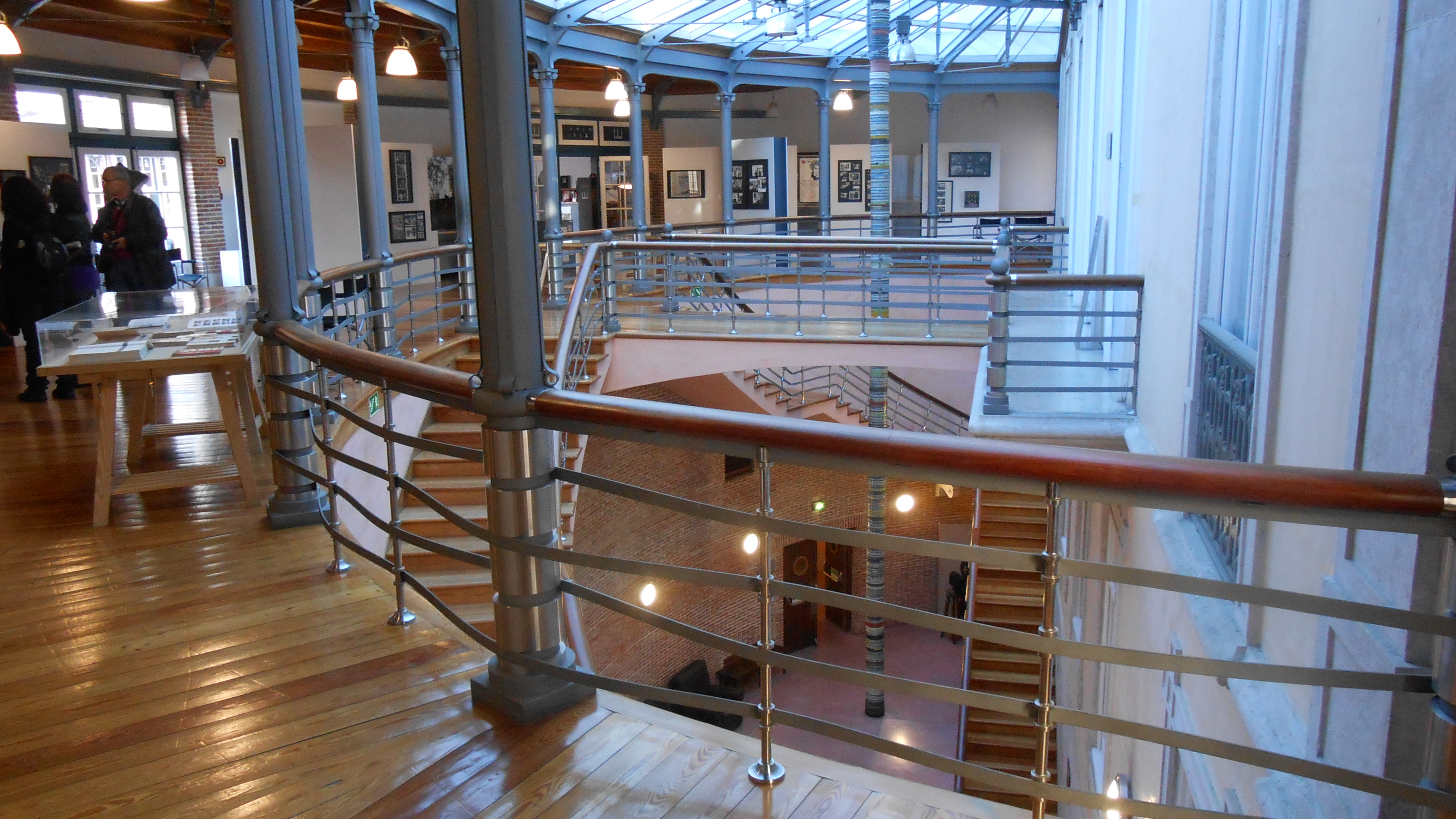
In der Cinemateca
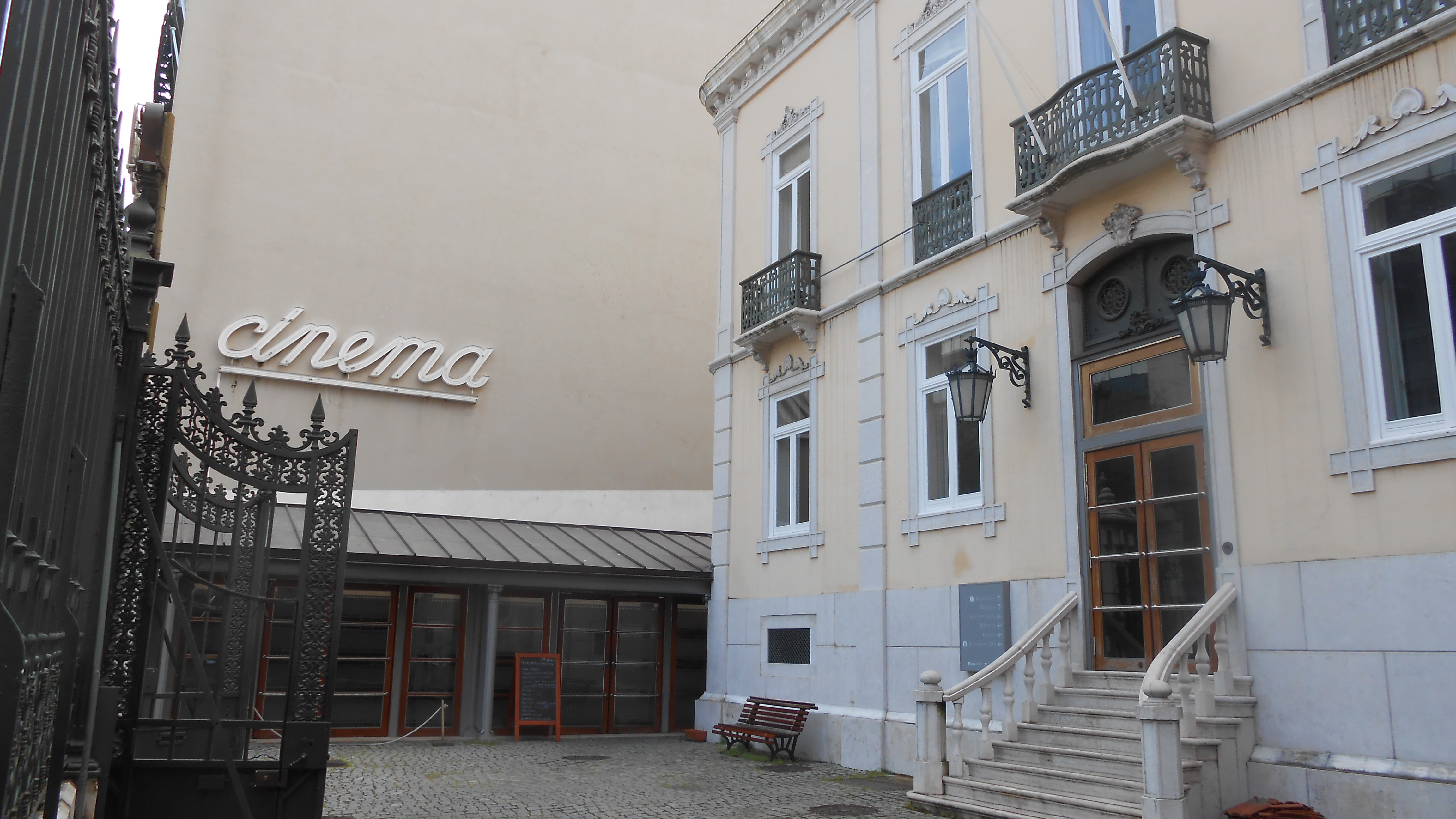
Der Vorhof der Cinemateca
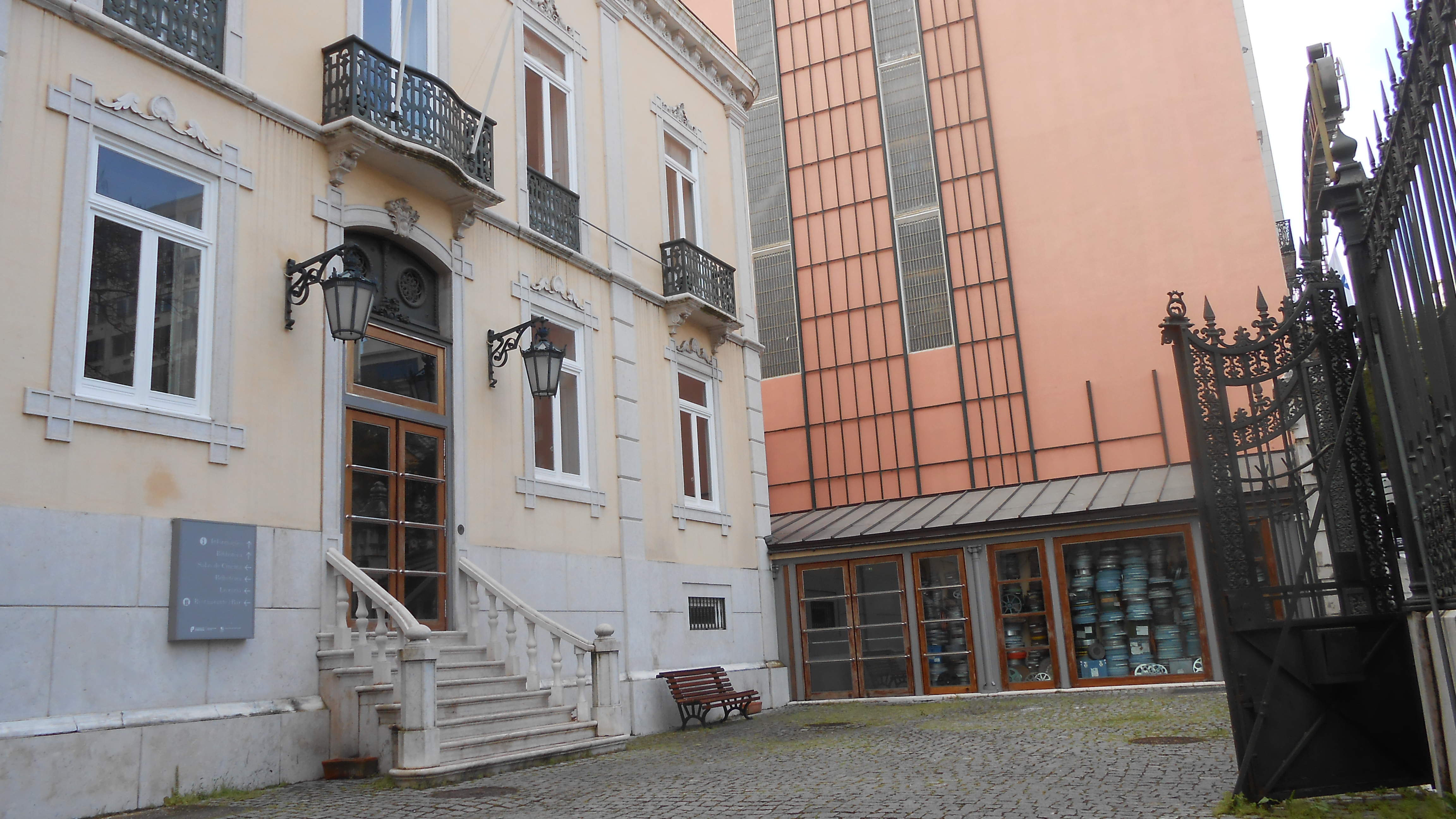
Der Vorhof der Cinemateca